# Pella (Macedonia Centrale)
Pella (in greco Πέλλα?, in macedone Постол?, Postol) è un comune della Grecia situato nella periferia della Macedonia Centrale (unità periferica di Pella) con 64.847 abitanti secondo i dati del censimento 2001.
A seguito della riforma amministrativa detta Programma Callicrate in vigore dal gennaio 2011 che ha abolito le prefetture e accorpato numerosi comuni, la superficie del comune è ora di 669 km² e la popolazione è passata da 7.295 a 64.847 abitanti.
Sorge nei pressi dell'antica Pella, luogo di nascita di Alessandro Magno e capitale dell'antico regno di Macedonia.
È il luogo di partenza della Maratona di Alessandro il Grande, gara podistica con arrivo a Salonicco.